# Stolin
Stolin (bielorruso: Сто́лін; ruso: Сто́лин; yidis: סטולין) es una ciudad subdistrital de Bielorrusia, capital del distrito homónimo en la provincia de Brest.
En 2017, la ciudad tenía una población de 13 269 habitantes.
Fue una localidad medieval de Polesia que, por los hallazgos arqueológicos, se calcula que comenzó a estar habitada en el siglo XII. La primera mención documental de la localidad data del año 1555. Era una localidad señorial lituana con castillo hasta que en 1655, durante la guerra ruso-polaca (1654-1667), fue quemada por los cosacos y perdió su importancia militar. En la partición de 1793 se integró en el Imperio ruso. La localidad fue gravemente dañada en la Segunda Guerra Mundial, ya que fue invadida por los nazis, que en 1942 crearon aquí un gueto en el que asesinaron a siete mil judíos, la mayoría procedentes de la vecina ciudad de Davyd-Haradok.
Se ubica a orillas del río Horyn, unos 50 km al sureste de Pinsk, cerca de la frontera con Ucrania.